# 櫻井朋広
櫻井 朋広（さくらい ともひろ、1987年6月18日 - ）は、日本の元ラグビー選手。

## プロフィール
- 大分県出身[1]。
- ポジションはスクラムハーフ(SH)。
- 身長 165cm、体重 72kg
- ニックネームはさく。
- U19日本代表に選ばれたことがある[2]。

## 略歴
大分ラグビースクールでラグビーを始めた。
2006年、桐蔭学園高校卒業後、早稲田大学に入る。なお桐蔭学園高校時代、主将を務め、第29回高校東西対抗試合に東軍で出場した。　　
2010年、早稲田大学卒業後、NECグリーンロケッツに加入。同年10月1日に行われたジャパンラグビートップリーグ第4節の東芝ブレイブルーパス戦に途中出場で公式戦初出場を果たす。 
2017年、清水建設ブルーシャークスに加入。
2021年、現役を引退した。